# Gaetano Maria Avarna
Gaetano Maria Avarna (Messina, 30 ottobre 1758 – Messina, 10 novembre 1841) è stato un vescovo cattolico italiano, primo vescovo di Nicosia.

## Biografia
Discendente della nobile famiglia degli Avarna, duchi di Belviso, nacque il 30 ottobre 1758 a Messina, sede dell'omonima arcidiocesi.
Ricevette l'ordinazione sacerdotale il 21 dicembre 1872 incardinandosi, ventiquattrenne, come  presbitero dell'arcidiocesi di Messina.
Il 23 febbraio 1801 papa Pio VII lo nominò, quarantaduenne, vescovo ausiliare di Messina assegnandogli contestualmente la sede titolare di Zama Maggiore. Ricevette la consacrazione episcopale il 12 aprile seguente, nella cattedrale di Santa Maria Assunta a Messina, per imposizione delle mani di Gaetano Maria Garrasi, O.S.A., arcivescovo metropolita di Messina; rimangono sconosciuti i co-consacranti.
Il 18 marzo 1817, con la bolla Superaddita diei, papa Pio VII eresse la diocesi di Nicosia, ricavandone il territorio dall'arcidiocesi di Messina; il 22 maggio 1818 venne scelto come primo vescovo della nuova sede, ricevendo la conferma da parte del pontefice il 16 giugno successivo. In seguito prese possesso della diocesi durante una cerimonia svoltasi nella cattedrale di San Nicola di Bari a Nicosia.
Morì il 10 novembre 1841 nella nativa Messina, ottantatreenne, dopo aver guidato la diocesi per ben ventitré anni; al termine die solenni funerali, la salma venne sepolta nella chiesa di San Francesco di Paola della stessa città.

## Genealogia episcopale
La genealogia episcopale è:
- Cardinale Scipione Rebiba
- Cardinale Giulio Antonio Santori
- Cardinale Girolamo Bernerio, O.P.
- Arcivescovo Galeazzo Sanvitale
- Cardinale Ludovico Ludovisi
- Cardinale Luigi Caetani
- Cardinale Ulderico Carpegna
- Cardinale Paluzzo Paluzzi Altieri degli Albertoni
- Papa Benedetto XIII
- Papa Benedetto XIV
- Papa Clemente XIII
- Cardinale Enrico Benedetto Stuart
- Cardinale Andrea Corsini
- Arcivescovo Gaetano Maria Garrasi, O.S.A.
- Vescovo Gaetano Maria Avarna